# Erythroxylum domingense
Erythroxylum domingense är en tvåhjärtbladig växtart som beskrevs av Oviedo. Erythroxylum domingense ingår i släktet Erythroxylum och familjen Erythroxylaceae. Inga underarter finns listade i Catalogue of Life.